# Калининградское книжное издательство
«Калинингра́дское кни́жное изда́тельство» — советское и российское государственное издательство. Основано в 1957 году в Калининграде. Ликвидировано в 2008 году.

## История
Основано в 1957 году как «Калининградское областное книжное издательство» на базе «Калининградского областного управления по делам литературы и издательств». В 1964 году было переименовано в «Калининградское книжное издательство» и перешло в подчинении Государственному комитету Совета министров РСФСР по печати.
Специализировалось на выпуске массово-политической, производственно-технической, сельскохозяйственной, научно-популярной и художественной литературы, изоизданий. Выпускало книжную серии «Морской роман».
В 1993 году издательство стало государственным унитарным предприятием. В 2008 году было ликвидировано.
| Статистика по объёмам производства. 1979–1990 годы | Статистика по объёмам производства. 1979–1990 годы | Статистика по объёмам производства. 1979–1990 годы | Статистика по объёмам производства. 1979–1990 годы | Статистика по объёмам производства. 1979–1990 годы | Статистика по объёмам производства. 1979–1990 годы | Статистика по объёмам производства. 1979–1990 годы | Статистика по объёмам производства. 1979–1990 годы |
| —                                                  | 1979                                               | 1980                                               | 1982                                               | 1983                                               | 1984                                               | 1985                                               | 1990                                               |
| -------------------------------------------------- | -------------------------------------------------- | -------------------------------------------------- | -------------------------------------------------- | -------------------------------------------------- | -------------------------------------------------- | -------------------------------------------------- | -------------------------------------------------- |
| Книг и брошюр, печатных единиц                     | 43                                                 | 41                                                 | 38                                                 | 37                                                 | 39                                                 | 40                                                 | 34                                                 |
| Тираж, млн экз.                                    | 2,3                                                | 19,99                                              | 19,458                                             | 2,0505                                             | 2,8777                                             | 1,7933                                             | 1,7095                                             |
| Печатных листов-оттисков, млн                      | н. д.                                              | 13,1293                                            | 14,1532                                            | 14,1971                                            | 15,1525                                            | 15,5144                                            | 19,3982                                            |